# Гаврош (зачіска)
Гаврош  - це зачіска при якій волосся підстрижено так що має короткі стилістично "неохайні" пасма на маківці та загострені трикутні пасма на скронях. Довжина пасм на потилиці може дуже різною від ультра коротких до класичного довгого волосся .
Назва зачіски пішла від вуличного шибеника на ім'я Гаврош героя роману Віктора Гюго «Знедолені». Дана зачіска з 1980х отримала значну популярність серед жінок, хоча може використовуватись і чоловіками.
Завдяки своєму оригінальному зовнішньому вигляду, зачіска гаврош яскраво виділяє вилиці і граціозний вигин шиї, додає образу елегантність і легкість. Така зачіска має масу достоїнств. Наприклад немає необхідності щодня робити складні укладання. Волосся добре викладається навіть за умови простої просушки феном і не потребує спеціальних засобів укладання.